# Spyker F1
La Spyker F1, chiamata per motivi di sponsorizzazione Etihad Aldar Spyker F1 Team, è stata una squadra olandese di Formula 1 che ha preso parte al campionato 2007, ed è stata creata dalla Spyker Cars dopo l'acquisto della Midland. Il cambiamento del nome in Spyker si è accompagnato a un cambio della livrea delle vetture, che dal rosso e bianco usato dalla Midland, sono passate ad uno schema arancio ed argento, già visto sulle Spyker Spyder GT2-R (l'arancio è il colore nazionale e delle vetture da corsa dei Paesi Bassi). Alla fine della stagione 2007 la squadra è stata venduta e ridenominata Force India.

## Storia

### Storia precedente
Anche se risulta creata nel 2006, le origini della squadra risalgono al 1991, quando venne fondata come Jordan Grand Prix. La squadra, con base a Silverstone, e le relative infrastrutture vennero acquistate dal Midland Group nel 2005 e ridenominate Midland F1 Racing nel 2006, prima di essere vendute alla Spyker Cars verso la fine della stagione 2006.

### L'acquisto della Midland F1

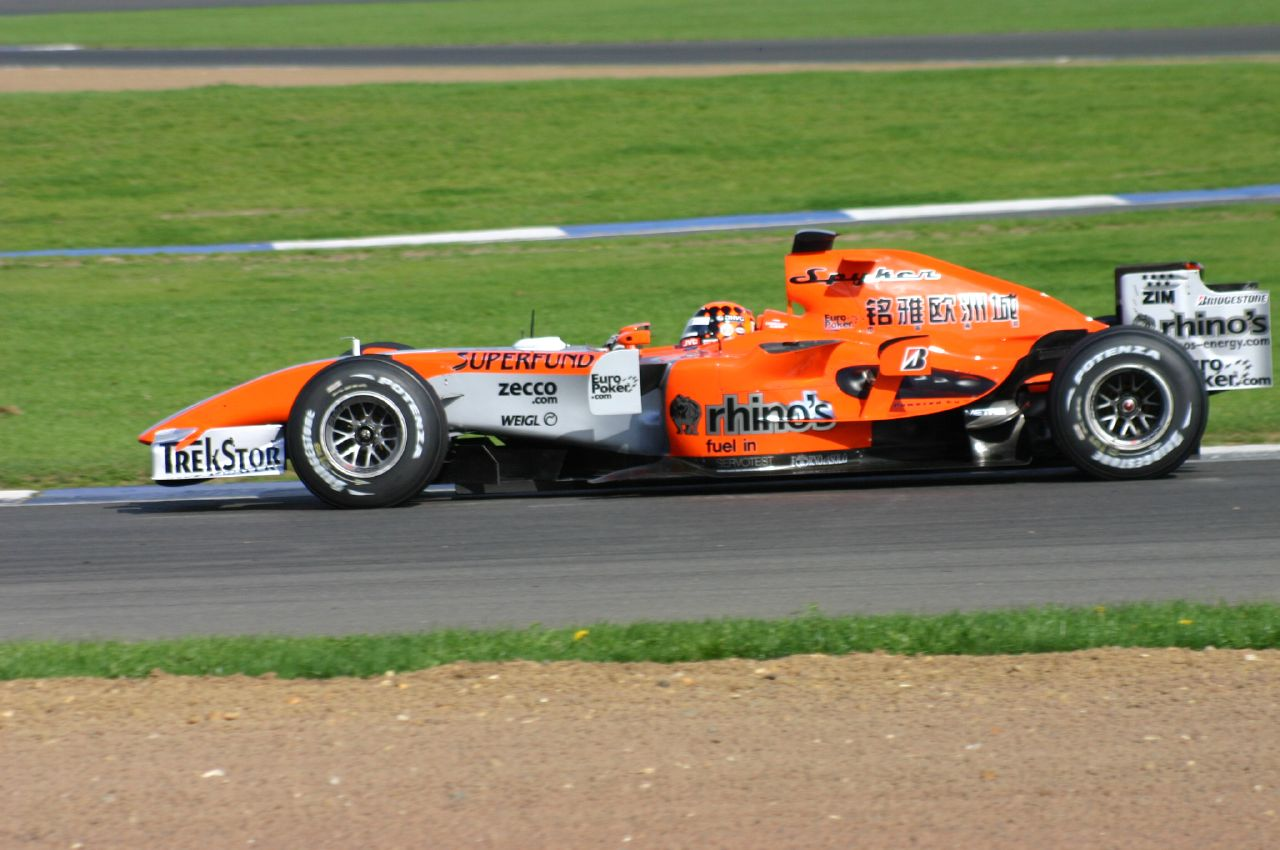
Christijan Albers al volante della Midland, con la nuova livrea

Verso la metà della stagione 2006, indiscrezioni nel paddock parlavano di una possibile vendita della squadra, meno di due anni dopo che Alex Shnaider l'aveva acquistata da Eddie Jordan. Le notizie indicavano un prezzo di 128 milioni di dollari, ed un serio interesse di Shnaider per la vendita della squadra. Le squadre di Formula 1 erano divenute sempre più appetibili in quanto dopo il campionato 2008 non si sarebbero potuti iscrivere nuovi team.
Il 9 settembre 2006 venne rivelato che la squadra era stata venduta alla Spyker Cars, un costruttore olandese di vetture sportive artigianali. La Spyker pagò per la squadra 106,6 milioni di dollari. Il 10 settembre i commentatori di ITV dissero che sia Shnaider che il consulente Johnny Herbert non erano più coinvolti nelle attività della squadra, dall'annuncio della vendita.
I precedenti piloti della Midland, Christijan Albers e Tiago Monteiro, mantennero i propri ruoli per il resto della stagione 2006, e contemporaneamente, al debutto in gara della Spyker, in Cina, venne comunicato che Albers, olandese, aveva firmato per correre anche nel campionato 2007. Come parte dell'accordo, le vetture ebbero una livrea rivista per le ultime tre gare del campionato 2006. Il nome della squadra venne inoltre cambiato in Spyker MF1 Racing, in quanto il regolamento della FIA impediva il cambio del nome di una squadra nel corso della stagione, ma permetteva l'aggiunta del nome di uno sponsor all'inizio del nome.

### La stagione 2007

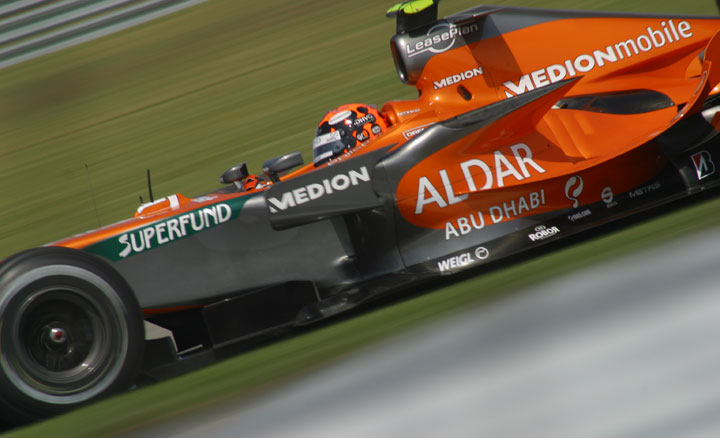
Christijan Albers al Gran Premio degli Stati Uniti 2007 con la Spyker

Il precedente caposquadra della Midland, Colin Kolles, rimase come direttore sportivo nel campionato 2007. Michiel Mol divenne il nuovo direttore del settore Formula 1 e membro del consiglio di amministrazione di Spyker. Mike Gascoyne diventò responsabile tecnico dalla fine della stagione 2006.
La squadra ha usato nel 2007 i motori Ferrari "clienti", sostituendo i motori Toyota, passati alla Williams. Anche se la squadra è rimasta di base in Gran Bretagna, ha deciso di registrarsi con l'autorità motoristica olandese, correndo quindi nel 2007 con la bandiera dei Paesi Bassi, riflettendo in questo la nuova proprietà.
Per il secondo posto di pilota (in gara), la Spyker ha messo sotto contratto uno dei propri terzi piloti del campionato 2006, Adrian Sutil. La lista FIA ufficiale delle iscrizioni per il campionato 2007 è apparsa su diversi siti Internet il 4 dicembre 2006 e su tale lista alla Spyker F1 erano assegnati i numeri 20 e 21; solo il nome di Christijan Albers era però ufficiale in tale lista mentre il secondo posto, ossia la vettura numero 21, rimase contrassegnata TBA (To Be Assigned, Da Assegnarsi), fin quando Sutil non fu confermato. Comunque, i numeri delle vetture nel team furono poi invertiti, in quanto Albers voleva correre con una vettura con numero dispari, per cui Albers ed in seguito Markus Winkelhock e Sakon Yamamoto corsero con il numero 21 e Sutil con il 20. La Spyker ha assunto quattro piloti per i test e come piloti di riserva, per la stagione 2007: Adrián Vallés, Fairuz Fauzy, Winkelhock e Giedo van der Garde che in un primo momento era stato messo sotto contratto come collaudatore dalla Super Aguri, ma l'accordo venne annullato a causa di un contenzioso sulla firma del contratto da parte della squadra nipponica.

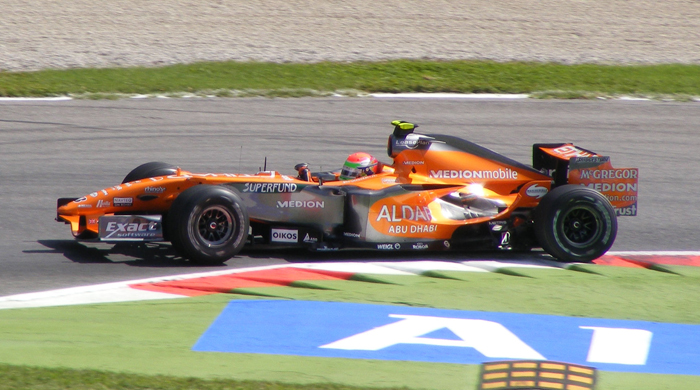
Sakon Yamamoto al Gran Premio d'Italia, sostituì Albers fino a fine stagione

In marzo, la Spyker annunciò un accordo di sponsorizzazione con la compagnia aerea Etihad Airways e con Aldar Properties, entrambe società di Abu Dhabi. Il nome con cui la squadra prese parte alla stagione era quindi Etihad Aldar Spyker F1 Team.
Il 10 luglio, Albers venne svincolato dal contratto con Spyker, a causa della mancanza di soldi dagli sponsor, che avrebbero compromesso il programma di sviluppo della squadra. Mol l'ha descritta come "una delle decisioni più dure della mia carriera". Nonostante Christian Klien (già pilota Red Bull) avesse provato la vettura il 12 luglio 2007, il sostituto di Albers per il Gran Premio d'Europa fu Winkelhock. Nel corso del Gran Premio d'Europa, Winkelhock fu l'unico pilota a condurre un gran premio in testa con una Spyker, grazie alla giusta scelta delle gomme da parte della squadra. Nonostante questo, Winkelhock non riuscì a mantenere la propria posizione di pilota titolare, che andò al giapponese Yamamoto, già pilota della Super Aguri.
In agosto, il nuovo modello B della vettura Spyker, che la squadra contava di far debuttare al Gran Premio di Turchia, non superò il test di impatto posteriore richiesto dalla FIA. Tutte le vetture devono superare tale test, per essere ammesse a correre: nonostante ciò, pochi giorni dopo venne confermato che la vettura aveva passato il test in tempo per partecipare al Gran Premio d'Italia.

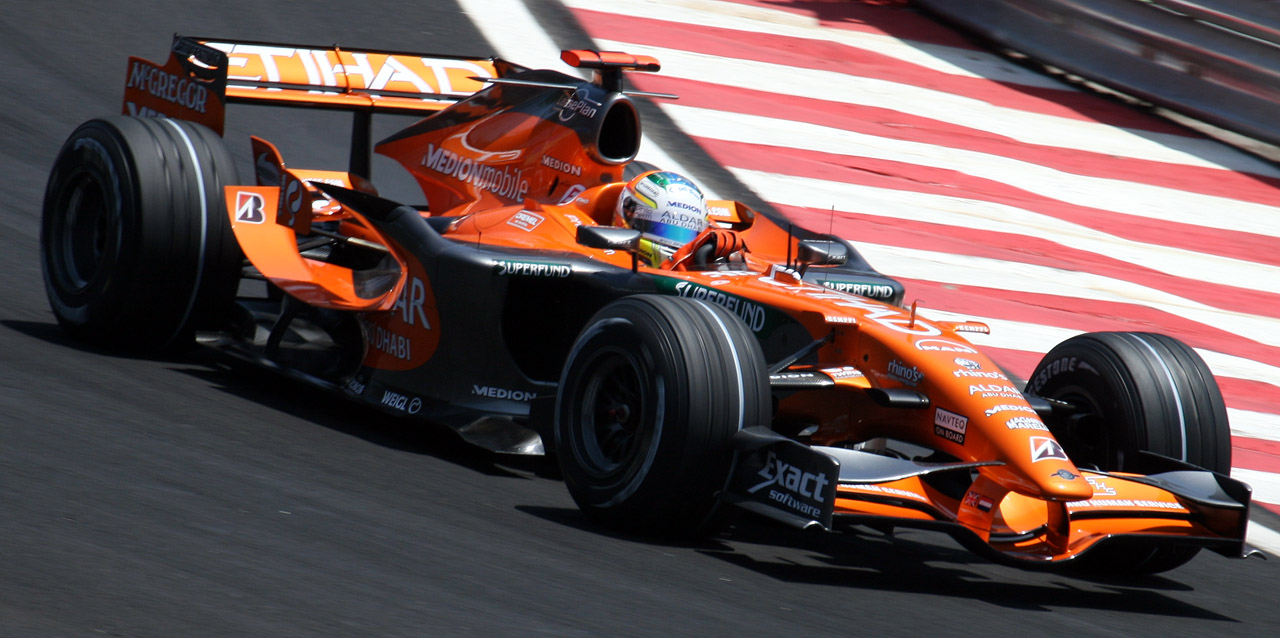
Adrian Sutil al Gran Premio del Brasile 2007

Il 30 settembre, al Gran Premio del Giappone, la squadra marcò il suo primo punto mondiale. Sutil terminò 9º in pista, ma venne promosso all'8º posto, quindi nei punti, quando i commissari stabilirono nel dopo gara che Vitantonio Liuzzi, della Toro Rosso, aveva superato Sutil al 55º giro, con le bandiere gialle. A Liuzzi venne quindi comminata una sanzione di 25 secondi, che lo fece retrocedere dietro Sutil.
Il 14 agosto, la Spyker Cars annunciò che avrebbe potuto rendersi necessario vendere tutta o parte della squadra, a causa di una probabile divisione fra la squadra di Formula 1 dalla società madre. La squadra venne venduta ad un consorzio denominato "Orange India", guidato dall'imprenditore indiano Vijay Mallya e dall'imprenditore olandese (e membro del consiglio di amministrazione) Michiel Mol, dopo l'approvazione dei soci della Spyker. Mallya assistette al Gran Premio di Cina come proprietario del team. La squadra fu rinominata Force India per la stagione 2008.

## Risultati in Formula 1
| Anno | Vettura         | Motore      | Gomme | Piloti     |     |     |    |    |     |     |    |     |     |     |     |    |    |    |    |     |     | Punti | Pos. |
| ---- | --------------- | ----------- | ----- | ---------- | --- | --- | -- | -- | --- | --- | -- | --- | --- | --- | --- | -- | -- | -- | -- | --- | --- | ----- | ---- |
| 2007 | F8-VII F8-VII-B | Ferrari 056 | B     | Sutil      | 17  | Rit | 15 | 13 | Rit | Rit | 14 | 17  | Rit | Rit | 17  | 21 | 19 | 14 | 8  | Rit | Rit | 1     | 10º  |
| 2007 | F8-VII F8-VII-B | Ferrari 056 | B     | Albers     | Rit | Rit | 14 | 14 | 19  | Rit | 15 | Rit | 15  |     |     |    |    |    |    |     |     | 1     | 10º  |
| 2007 | F8-VII F8-VII-B | Ferrari 056 | B     | Winkelhock |     |     |    |    |     |     |    |     |     | Rit |     |    |    |    |    |     |     | 1     | 10º  |
| 2007 | F8-VII F8-VII-B | Ferrari 056 | B     | Yamamoto   |     |     |    |    |     |     |    |     |     |     | Rit | 20 | 20 | 17 | 12 | 17  | Rit | 1     | 10º  |